# Alejandra Soler
Alejandra Soler Gilabert (Valence, 8 juillet 1913, 1er mars 2017) est une femme politique et enseignante espagnole. Elle a travaillé pour l'Académie diplomatique du ministère des Affaires étrangères de la fédération de Russie,.

## Biographie
Alejandra Soler Gilabert étudie d'abord à l'Institución de la Enseñanza para la Mujer et à l'Instituto Luis Vives, étudiant également les humanités et la pédagogie à l'université, où elle est membre de la fédération athlétique FUE (es).
Vers 1930, elle participe aux révoltes contre la dictature de Primo de Rivera puis, en 1934, elle rejoint le parti communiste.
Après la guerre d'Espagne, elle est internée dans un camp de réfugiés français. Elle s'en échappe plus tard avec son mari Arnoldo Azzatti (dont le père était Félix Azzati) et gagne l'URSS. Là, elle travaille comme institutrice pour des enfants espagnols réfugiés. Elle sauve 14 enfants pendant la bataille de Stalingrad.

## Œuvres
- 2009, La vida es un río caudaloso con peligrosos rápidos